# Municipio de Marysland
El municipio de Marysland (en inglés: Marysland Township) es un municipio ubicado en el condado de Swift en el estado estadounidense de Minnesota. En el año 2010 tenía una población de 96 habitantes y una densidad poblacional de 1,05 personas por km².

## Geografía
El municipio de Marysland se encuentra ubicado en las coordenadas 45°16′44″N 95°48′49″O / 45.27889, -95.81361. Según la Oficina del Censo de los Estados Unidos, el municipio tiene una superficie total de 91.13 km², de la cual 91,1 km² corresponden a tierra firme y (0,03 %) 0,03 km² es agua.

## Demografía
Según el censo de 2010, había 96 personas residiendo en el municipio de Marysland. La densidad de población era de 1,05 hab./km². De los 96 habitantes, el municipio de Marysland estaba compuesto por el 100 % blancos. Del total de la población el 0 % eran hispanos o latinos de cualquier raza.